# 6 (альбом)
6 — шостий студійний альбом російського метал-гурту Amatory, який вийшов 6 жовтня 2015 року. Саме цим альбомом гурт знову заявив про себе і повернувся після перерви у кар'єрі з 2012 року. Сприйнявся альбом старими фанами доволі негативно, посилаючись на те, що гурт орієнтувався на нову аудиторію більше, ніж на стару.

## Список композиції
| #     | Назва              | Тривалість |
| ----- | ------------------ | ---------- |
| 1.    | «Первый»           | 3:18       |
| 2.    | «Прощай»           | 3:24       |
| 3.    | «Имя Война»        | 3:13       |
| 4.    | «15/03»            | 3:49       |
| 5.    | «Против всех»      | 4:04       |
| 6.    | «На грани»         | 4:06       |
| 7.    | «Остановить время» | 3:59       |
| 8.    | «Другие»           | 3:36       |
| 9.    | «Негатив»          | 4:20       |
| 10.   | «Унесённые пеплом» | 3:42       |
| 37:31 |                    |            |

Примітки
- Пісня «15/03» присвячена колишньому соло-гітариста Сергію [GANG] Осєчкіну, який помер від раку печінки 15 березня 2007 року.

## Учасники запису
- В'ячеслав [SLAVA] Соколов — вокал
- Данило [STEWART] Свєтлов — ударні
- Денис [DENVER] Животовський — бас-гітара, бек-вокал
- Ілля Борисов — гітара
- Дмитро Музиченко — гітара